# Nisaga
Nisaga is een geslacht van vlinders van de familie Eupterotidae, uit de onderfamilie Eupterotinae.

## Soorten
- N. rufescens Hampson, 1895
- N. simplex Walker, 1855